# Liga Provincial de Fútbol de Huamalíes
La Liga Provincial de Huamalíes es una de las 11 ligas provinciales que se juegan en el departamento de Huánuco, con la supervisión de la Liga Departamental de Fútbol  de Huánuco. Es la máxima competición organizada en la provincia de Huamalíes por encima de las Ligas Distritales, tanto el campeón y el subcampeón del torneo, clasifican a la Etapa Departamental de Huánuco de la Copa Perú.

## Sistema de competición
El torneo es jugado entre los equipos que clasifican desde las diferentes ligas distritales. En la actualidad no todos los distritos organizan ligas de fútbol, aquellos que lo hacen pueden clasificar hasta a dos equipos para esta instancia. Se juegan partidos de ida y vuelta en la etapa provincial de Huamalíes, zona alta (Llata), en la que intervienen equipos de las ligas de Llata, Porvenir, Puños y Chavín de Pariarca. Zona baja (Monzón), en la que participan los equipos de las ligas de Monzón y Cachicoto.

## Campañas Históricas

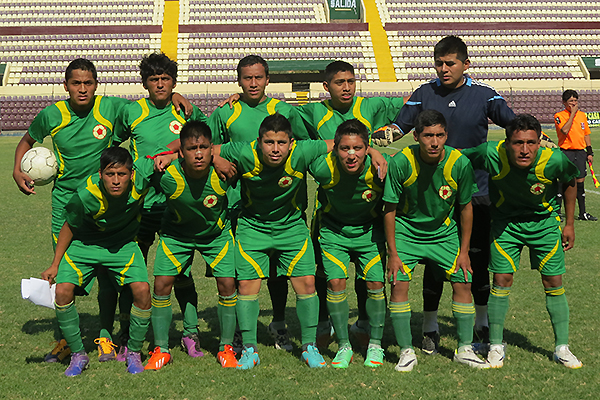
PLANTEL DEL C.D.J CHACARITA JUNIORS 2014

###### 2014 CDJ Chacarita Juniors
El cuadro de Huamalies tuvo un año histórico, y es que por primera vez un equipo de Llata llegó a la Etapa Regional. Eliminó al emblemático Unheval en al semifinal departamental, pero no pudo jugar la final ante Unión Tingo María por falta de coordinación en el uso del estadio. Otra de las joyas de la Copa Perú.
Tras varias participaciones consecutivas en la Departamental, El Club Deportivo Juventud Chacarita Juniors del Porvenir -  Llata, pudo al fin superar dicha etapa, como campeón Departamental de Huánuco y se instaló también por primera vez en la etapa regional de la Copa Perú 2014, dándole a su vez participación inédita a un representante de su provincia: Huamalíes. En el camino eliminó a favoritos como RDF UNAS y Unheval.

## Ligas Distritales y Sectoriales

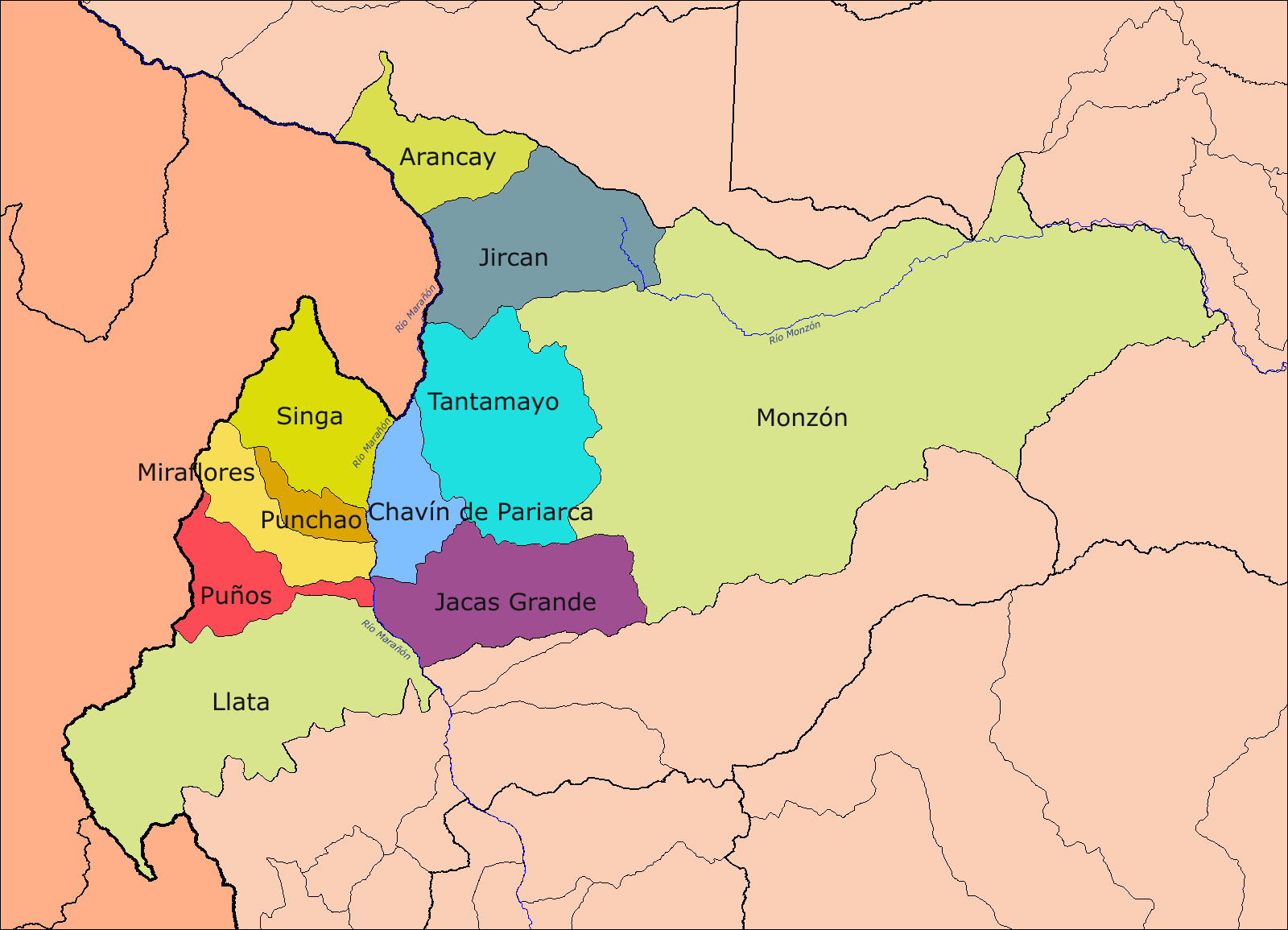
PROVINCIA DE HUAMALÍES

### Equipos por distrito
Los participantes son el campeón y subcampeón de:

#### Zona Alta (Sierra)
|  | Liga Distrital de Llata              |
|  | Liga Sectorial del Porvenir          |
|  | Liga Distrital de Chavín de Pariarca |
|  | Liga Distrital de Puños              |

#### Zona Baja (Selva)
|  | Liga Distrital de Monzón     |
|  | Liga Sectorial de Cachicoto  |
|  | Liga Sectorial de Palo Acero |

## Lista de campeones
| Año  | Campeón                                    | Distrito                                   | Subcampeón                                 | Distrito                                   |
| ---- | ------------------------------------------ | ------------------------------------------ | ------------------------------------------ | ------------------------------------------ |
| 2000 |                                            |                                            |                                            |                                            |
| 2001 |                                            |                                            |                                            |                                            |
| 2002 |                                            |                                            | Ex- Alumnos                                | Llata                                      |
| 2003 |                                            |                                            |                                            |                                            |
| 2004 | CD Newlls Boys Pista Loli                  | Monzón                                     | Ex- Alumnos                                | Llata                                      |
| 2005 |                                            |                                            | Ex- Alumnos                                | Llata                                      |
| 2006 |                                            |                                            |                                            |                                            |
| 2007 | Deportivo Manchuria                        | Monzón                                     | Juventud Raymondina                        | Monzón                                     |
| 2008 |                                            |                                            |                                            |                                            |
| 2009 | Defensor Cuyacu                            | Monzón                                     | Municipal Llata F.C.                       | Llata                                      |
| 2010 | Palo Acero                                 | Monzón                                     | Sachavaca FC                               | Monzón                                     |
| 2011 | Juventud Raymondina                        | Monzón                                     | Deportivo Manchuria                        | Monzón                                     |
| 2012 | Defensor Manchuria                         | Monzón                                     | CD León de Collana                         | Chavín                                     |
| 2013 | Defensor Manchuria                         | Monzón                                     | CDJ Chacarita Junior                       | Llata                                      |
| 2014 | Defensor Social El Amauta                  | Llata                                      | CDJ Chacarita Junior                       | Llata                                      |
| 2015 | Real Espino                                | Monzón                                     | CARDECH                                    | Chavín                                     |
| 2016 | Familia Salas                              | Llata                                      | Sol Naciente                               | Monzón                                     |
| 2017 | Atlético Huamaliano                        | Llata                                      | Municipal Llata F.C.                       | Llata                                      |
| 2018 | Sachavaca FC                               | Monzón                                     | Municipal Llata F.C.                       | Llata                                      |
| 2019 | Juventud Camote                            | Monzón                                     | Flamengo de Cashapampa                     | Monzón                                     |
| 2020 | No se disputó por la Pandemia del COVID-19 | No se disputó por la Pandemia del COVID-19 | No se disputó por la Pandemia del COVID-19 | No se disputó por la Pandemia del COVID-19 |
| 2021 | No se disputó por la Pandemia del COVID-19 | No se disputó por la Pandemia del COVID-19 | No se disputó por la Pandemia del COVID-19 | No se disputó por la Pandemia del COVID-19 |
| 2022 | Defensor Manchuria                         | Monzón                                     | Juventud Raymondina                        | Monzón                                     |
| 2023 | Colegio Javier Pulgar                      | Monzón                                     | Municipal Llata F.C.                       | Llata                                      |
| 2024 | Real Espino                                | Monzón                                     | Juana Moreno                               | Llata                                      |
| 2025 | FC Caqui                                   | Puños                                      | Terror de la Selva                         | Monzón                                     |